# Jólész megállóhely
Jólész vasútállomás Jólészen, a Rozsnyói járásban van, melyet a Železničná spoločnosť Slovensko a.s. üzemeltetett. 2012. december 9-én megszűnt a regionális forgalom a vonalon.

## Vasútvonalak
Az állomást az alábbi vasútvonalak érintik:

## Kapcsolódó állomások
A vasútállomáshoz az alábbi állomások vannak a legközelebb:

## Története
2012. december 9-én megszűnt a regionális forgalom a vonalon.